# Thomas Campbell
Thomas Campbell (27. červenec 1777 – 15. červen 1844) byl skotský básník.

## Život
Narodil se na High Street v Glasgow roku 1777, jako nejmladší z jedenácti dětí. Jeho otec byl Alexander Campbell (1710 – 1801). Jeho matka Margaret se narodila v roce 1736. V roce 1737 odešel jeho otec s manželkou bratra Daniela Campbella do Falmouth, ve Virginii, kde se jim začalo dařit v oblasti prodeje tabáku mezi městy Famnouth a Glasgow. Období prosperity bylo dlouhé, ale nakonec přišli o majetek a jejich úctyhodná firma se zhroutila v důsledku americké války nezávislosti. Poté, co přišel Campbellův otec o téměř 20.000 liber, byl téměř zničen. Několik Thomasových bratrů zůstalo ve Virginii, z nichž jeden se oženil s dcerou Patricka Henryho. Oba jeho rodiče byli intelektuálové. Thomas byl pojmenován po otcově blízkém příteli Thomasu Reidovi, zatímco jeho matka byla známá pro vytříbený vkus a lásku k literatuře a hudbě. Thomas Campbell byl vzděláván na vyšší škole v Glasgow a univerzitě v Glasgow, kde získal ocenění za klasiku a poezii psaní. Strávil dovolenou jako vychovatel v západní vysočině. Během jeho návštěvy Isle of Mull vznikly básně Glenara a Balada o dceři lorda Ullina. V roce 1797 Campbell odcestoval do Edinburghu, aby mohl navštěvovat přednášky o právu. V té době se živil jako lektor. Mezi jeho současníky v Edinburghu patřili sir Walter Scott, lord Henry Brougham, lord Francis Jeffrey Thomas Brown, John Leyden a James Grahame. První dny v Edinburghu také ovlivnily takové práce jako Zraněný husar, Wallacovy žalozpěvy a Epištola tří slečen.
V roce 1803 se oženil s Matildou Sinclair a usadil se v Londýně. V roce 1805 získal vládní důchod 200 Liber. Ve stejném roce se Campbellovi přestěhovali do Sydenhamu, kde byl Thomas zaměstnán v novinách Hvězda.

## Dílo
V roce 1799, šest měsíců po zveřejnění Lyrických balad Wordswortha a Coleridgeho bylo zveřejněno Potěšení z naděje. Je to řečnická a didaktická báseň s příchuti své doby, zabývající se blízkostí lidských srdcí, francouzskou revolucí i rozdělením Polska a černošským otroctvím. Její úspěch byl okamžitý. V roce 1800 Campbell odešel bez konkrétního cíle do zahraničí, kde v Hamburku navštívil Gottlieba Friedricha Klopstocka. Některé z jeho nejlepších textů Hohenlinden, Vy Marináci v Anglii a Vojákův sen, vznikly právě v Německu. V té době měl v úmyslu napsat epos o Edinburghu, který se měl jmenovat Královna severu.
V roce 1809 vydal narativní báseň Gertruda z Wyomingu. V roce 1812 přednesl v Londýně na Royal Institution sérii přednášek o poezii. V roce 1814 odjel do Paříže, kde se seznámil se Schlegelem starším, baronem Cuvierem a dalšími. Jeho peněžní starosti ulevilo v roce 1815 dědictví ve výši 4000 Liber. Dál pokračoval na Ukázkách britských básníků. Práce byla publikována v roce 1819. Obsahuje celkem obdivuhodný výběr s krátkými životopisy básníků. V roce 1820 přijal práci v redakci Nový měsíčník, a ve stejném roce podnikl další cestu do Německa. O čtyři roky později se objevila Theodric, nepříliš úspěšná báseň o domácím životě.

### Básně
- Večernice
- Angličtí námořníci
- Poslední člověk